# Хёккер, Пауль
Пауль Хёккер (нем. Paul Hoecker; 11 августа 1854, Оберлангенау, близ Хабельшвердта, Силезия — 13 января 1910, Мюнхен) — немецкий художник.

## Биография
В 1874—1879 годах учился в Мюнхенской академии художеств у мастера жанровой живописи Вильгельма фон Дица, чья мастерская послужила отправной точкой для многих заметных фигур мюнхенского Сецессиона. 
В 1882 году  Хёккер совершил поездку в Париж и Нидерланды, выставив по возвращении на Мюнхенской международной выставке завоевавшие признание специалистов жанровые сцены из Голландии. 
В 1884—1888 годах Хёккер жил и работал в Берлине, затем вернулся в Мюнхен, где в 1891 году стал профессором Баварской Академии изящных искусств, впервые введя в практику преподавания в этом учебном заведении выезды с учениками на пленэр; кроме того, Хёккер знакомил своих учеников с творчеством барбизонцев, импрессионистов и других художников-новаторов своего времени.
В 1897 году Хёккер был вынужден покинуть Академию в результате гомосексуального скандала и провёл несколько лет на острове Капри в небольшой франко-немецкой колонии, сложившейся вокруг писателя Жака д’Адельсверд-Ферзена; моделью большинства картин Хёккера, относящихся к этому периоду, послужил любовник Адельсверд-Ферзена Нино Чезарини. Последние годы жизни Хёккера прошли в родном Оберлангенау.

## Посмертное признание
Несмотря на ту важную роль, которую Хёккер играл в художественной жизни Мюнхена в конце девятнадцатого века, сегодня его имя почти неизвестно. Причиной этому, скоро всего, является то, что он был вынужден оставить позицию профессора академии художеств в Мюнхене в связи со своей гомосексуальностью. В октябре 2019 года  в Мюнхене была основана исследовательская группа с целью изучения биографии и творчества художника. Часть архива Пауля Хёккера, принадлежащая его семье, нашла свой путь в Форум и была оцифрована.

## Галерея

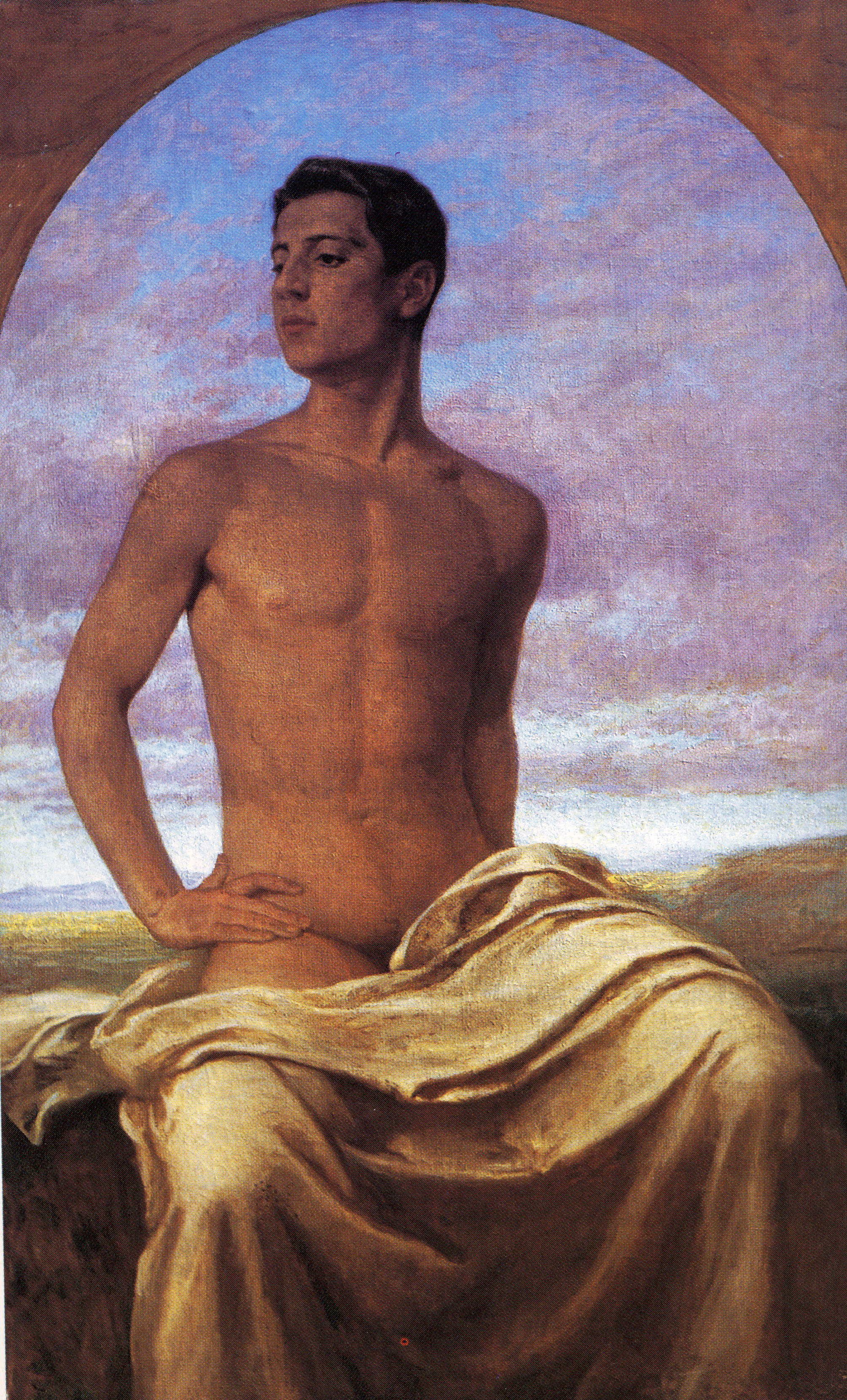
Портрет Нино Чезарини
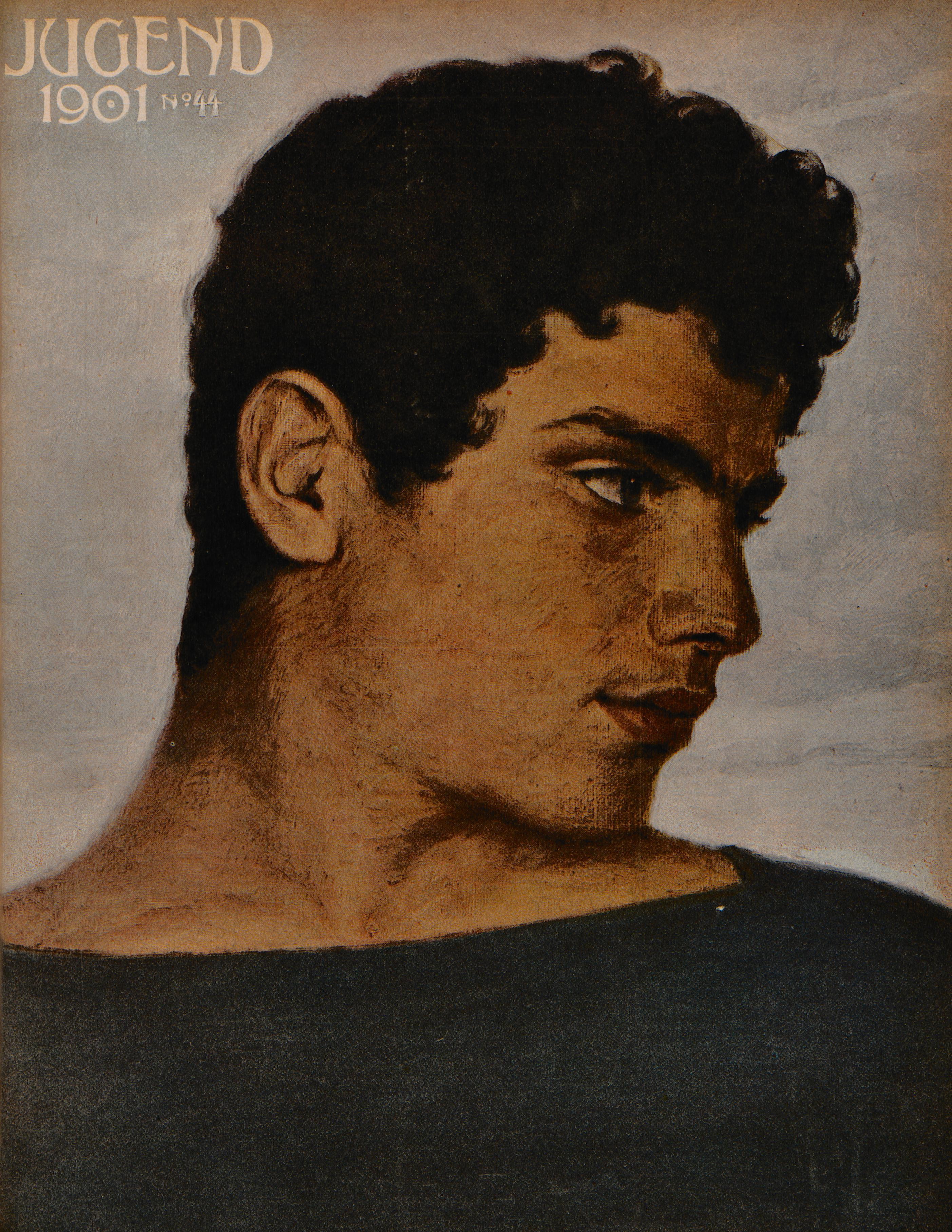
Работа Пауля Хёккера на обложке журнала Jugend (1901)
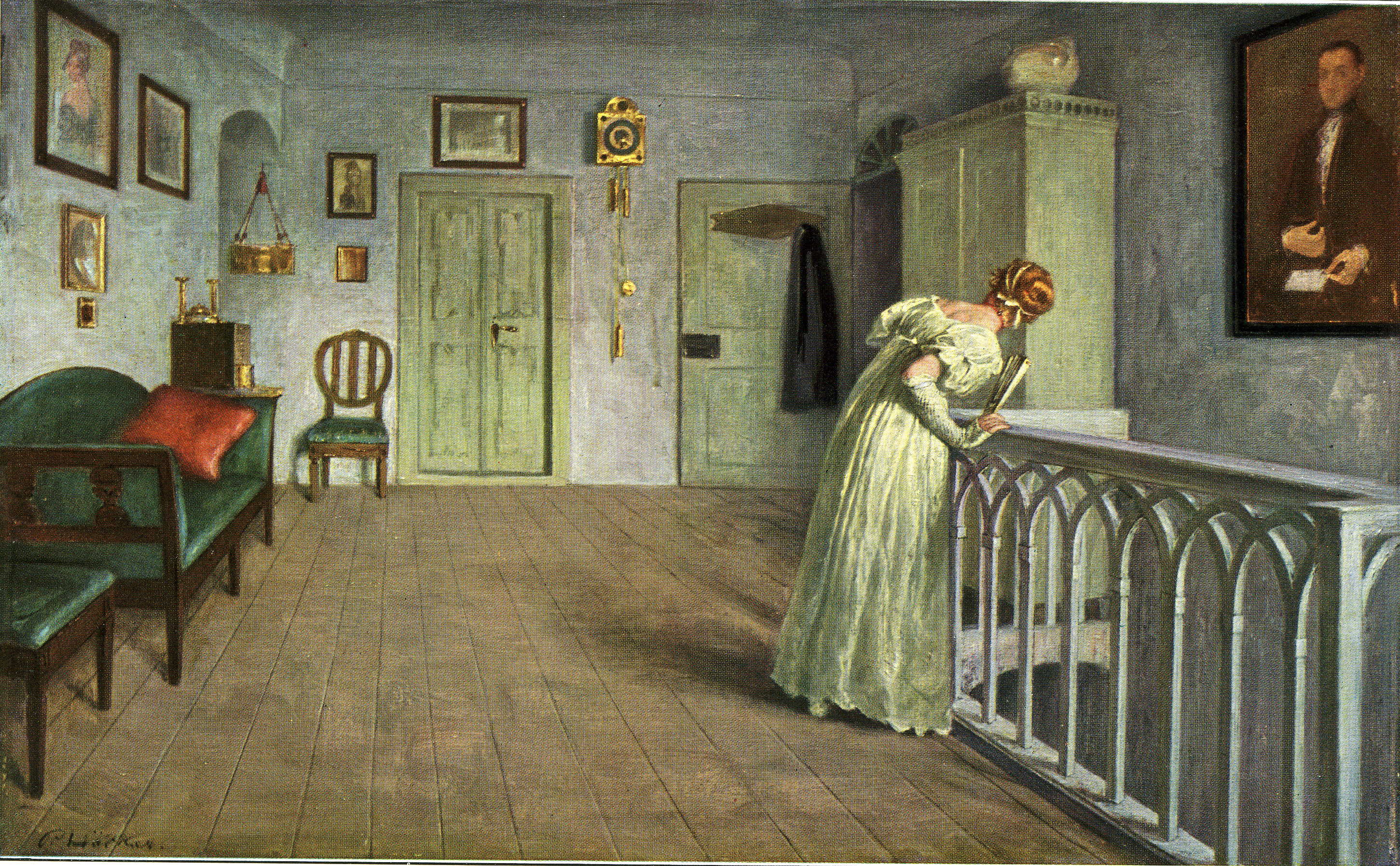
Ожидание
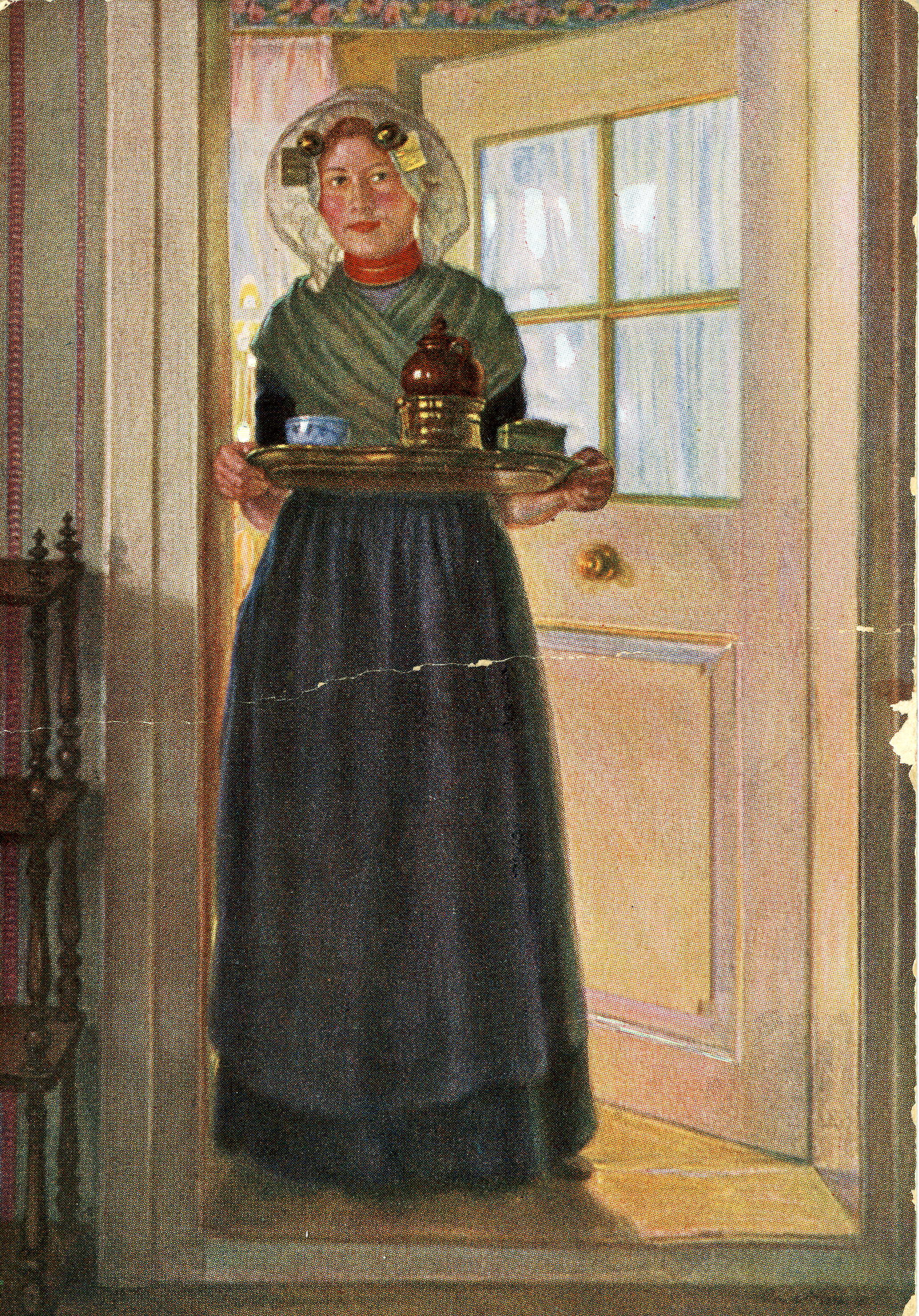
Анна
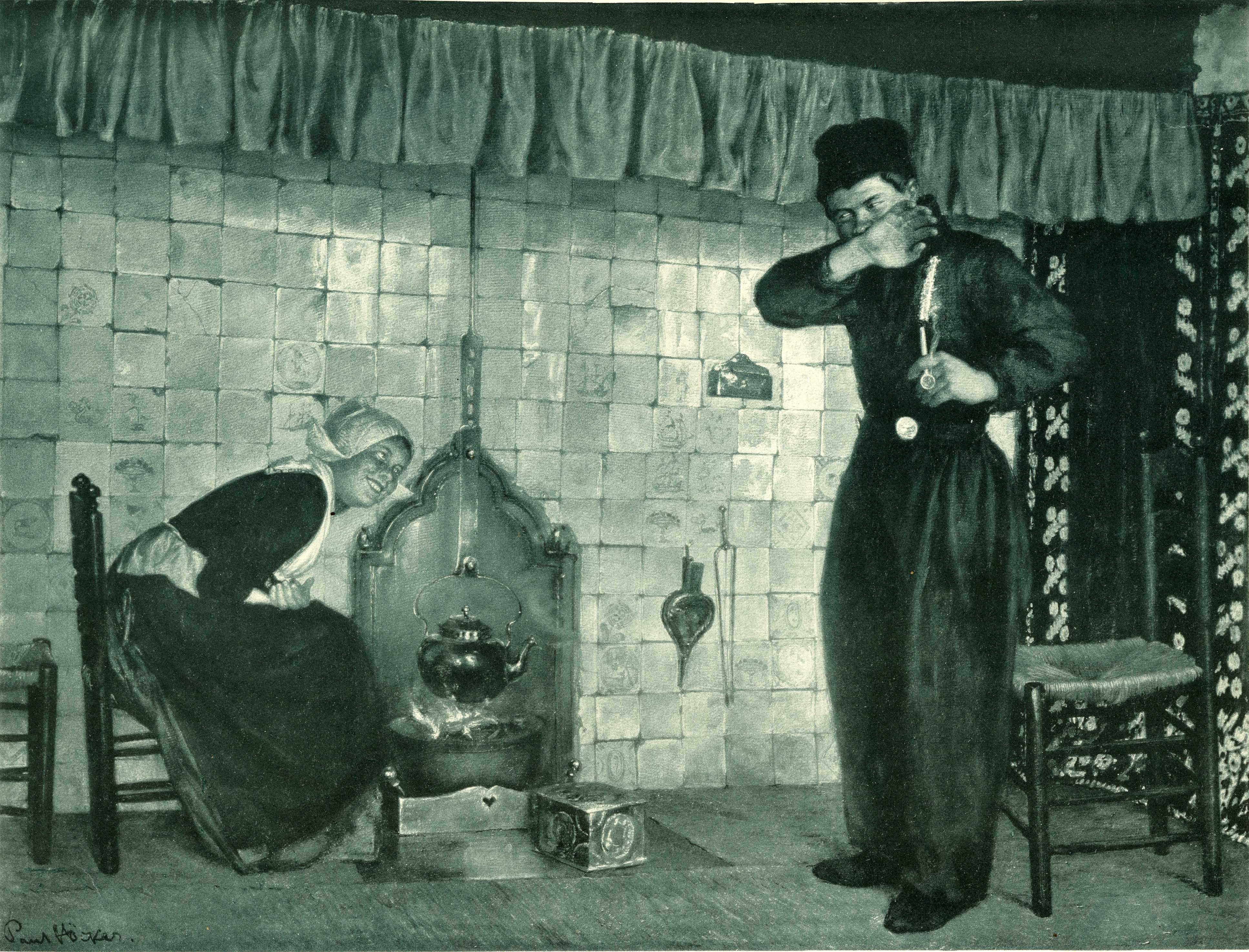
Застенчивый поклонник
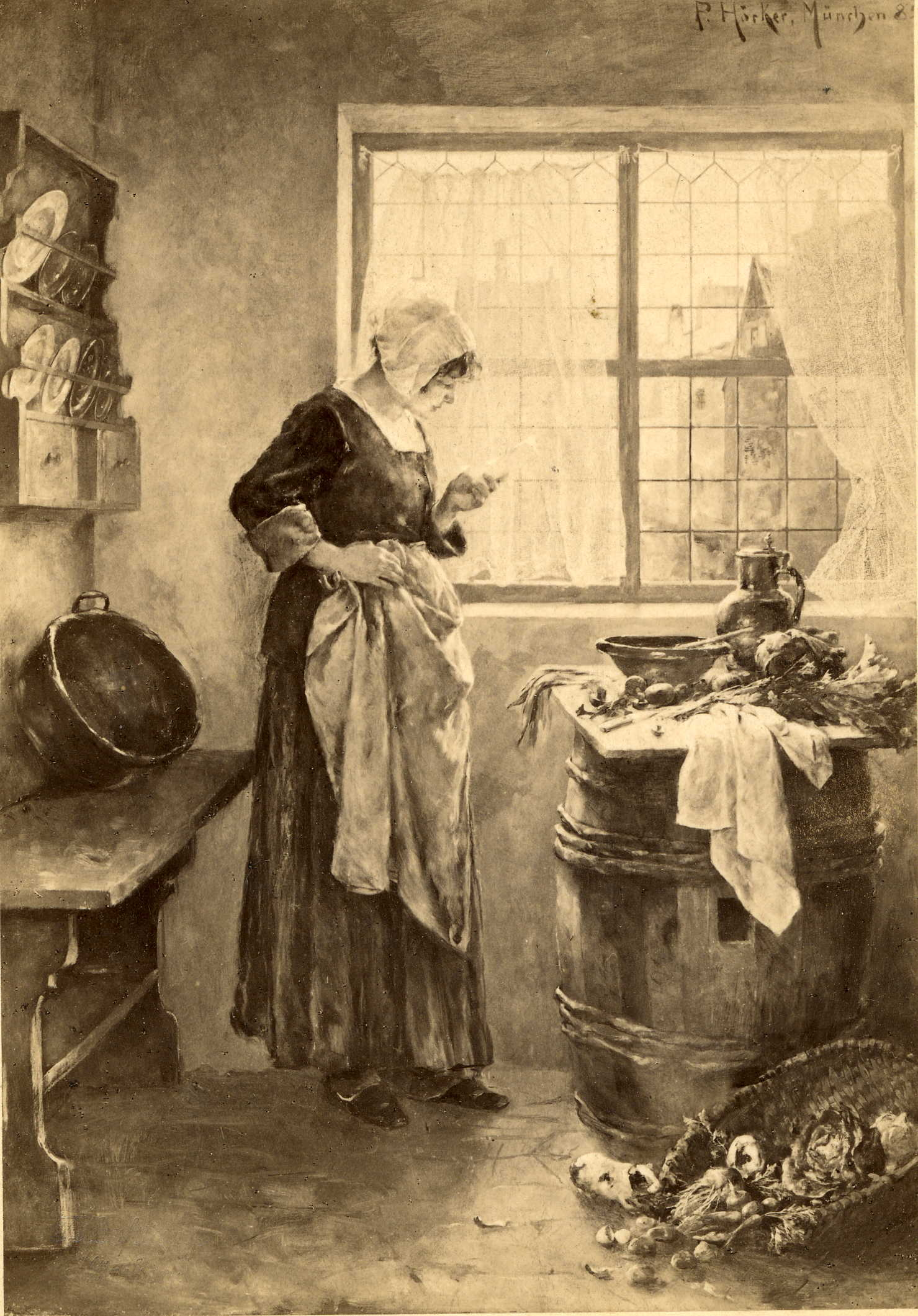
У камина
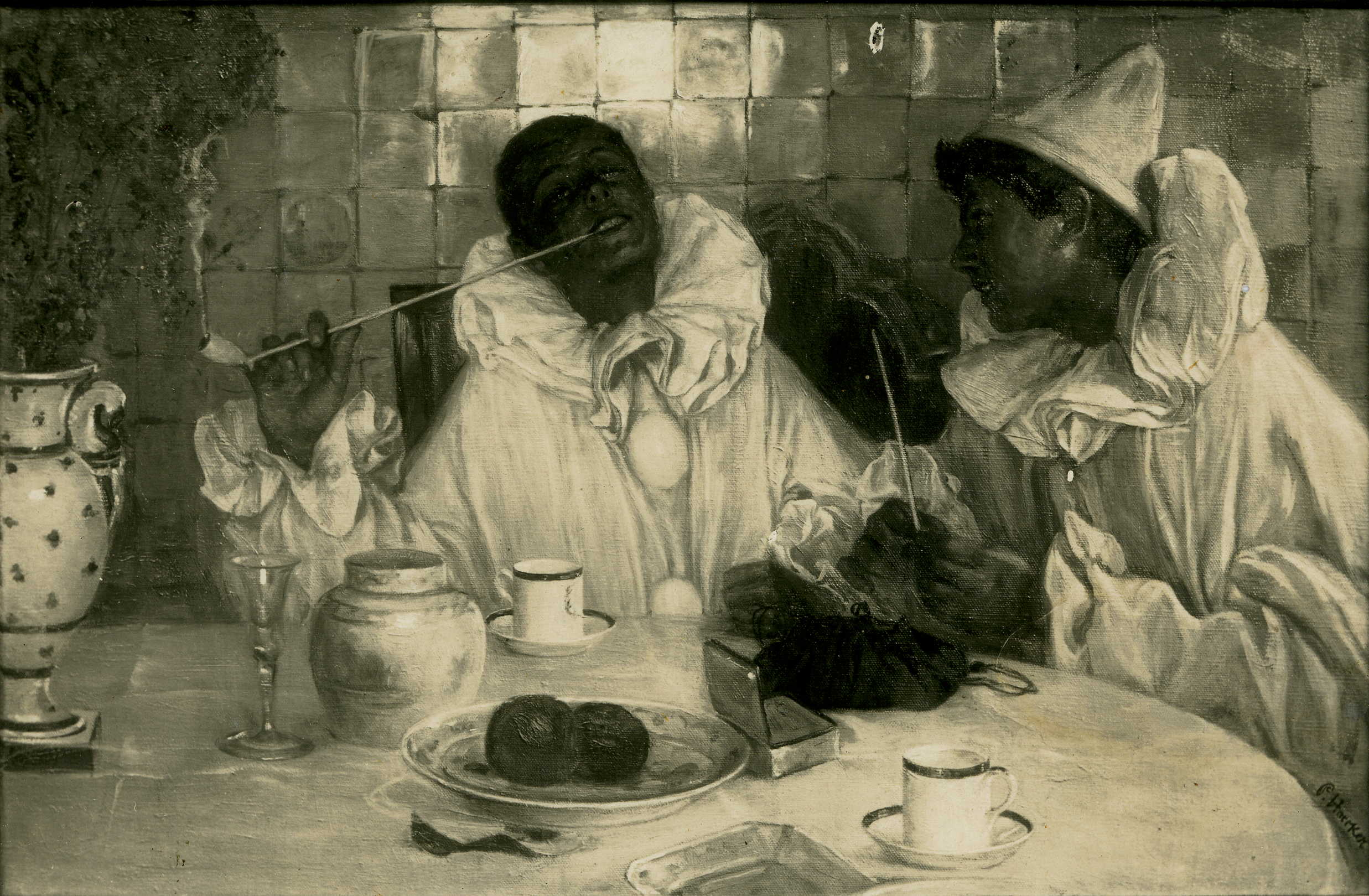
Пьеро с трубками
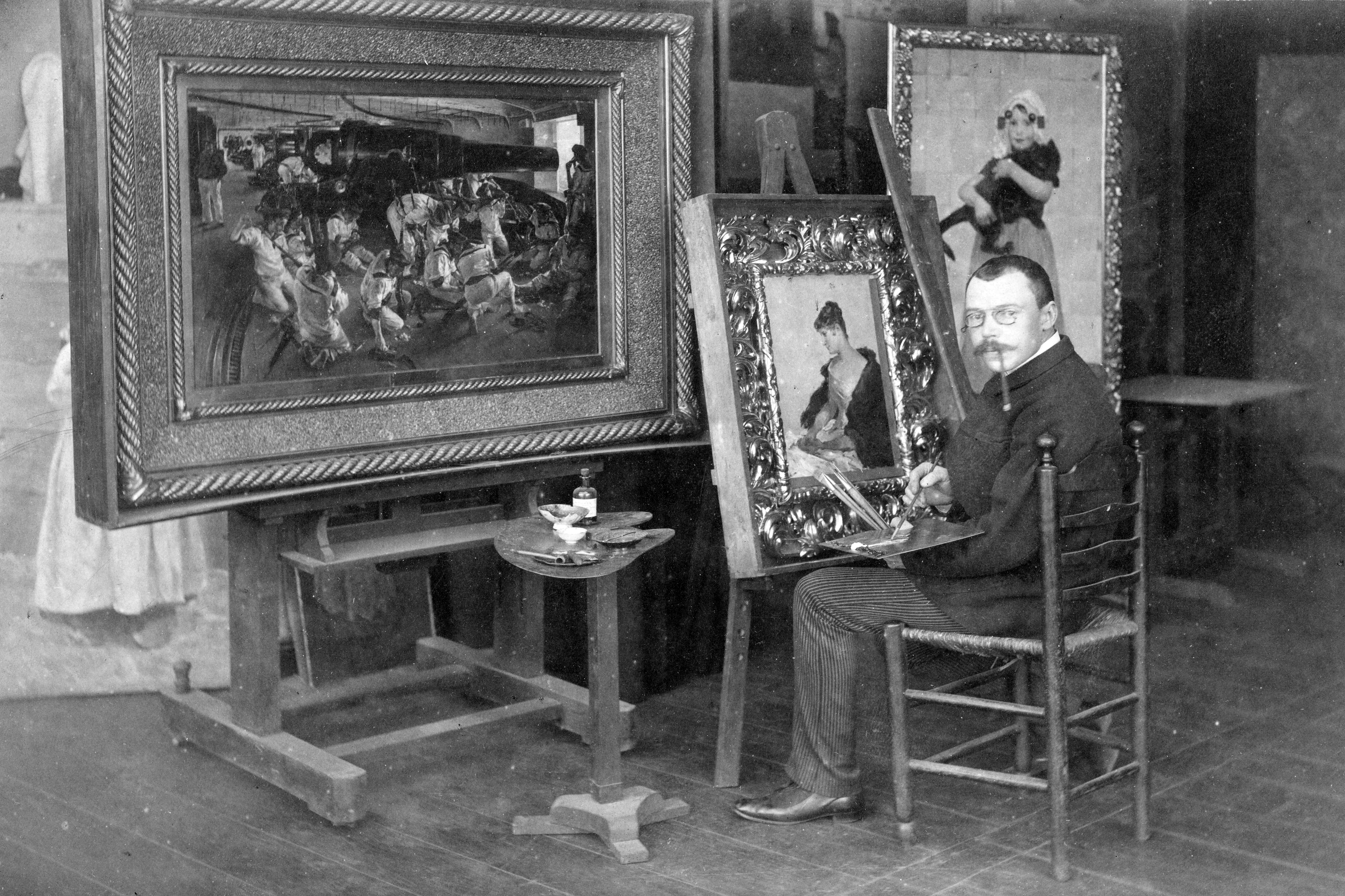
Пауль Хёккер в своей мастерской